# Ghelința
Ghelința [ˈɟelint͡sa] (deutsch Gelentz, ungarisch Gelence) ist eine Gemeinde im Kreis Covasna in der Region Siebenbürgen in Rumänien.

## Geographische Lage

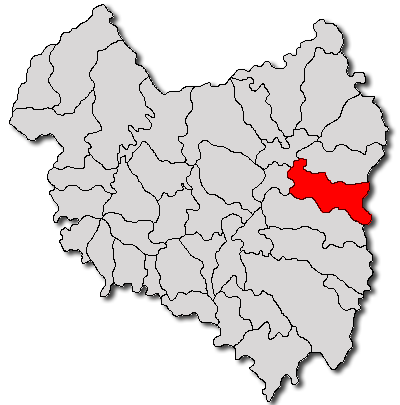
Lage der Gemeinde Ghelința im Kreis Covasna

Die Gemeinde Ghelința liegt in den Westausläufern des Vrancea-Gebirges (Munții Vrancei) – Teilgebirge der Ostkarpaten – und östlich der Kronstädter Senke (Depresiunea Brașovului) im sogenannten Szeklerland. Im Osten des Kreises Covasna am gleichnamigen Bach, ein Zufluss des Râul Negru und der Kreisstraße (Drum județean) DJ 121F befindet sich der Ort Ghelința 15 Kilometer nördlich von der Kleinstadt Covasna und etwa 38 Kilometer östlich von der Kreishauptstadt Sfântu Gheorghe (Sankt Georgen) entfernt.
Der nächstgelegene Bahnhof der Bahnstrecke Brașov–Sfântu Gheorghe–Târgu Secuiesc befindet sich im fünf Kilometer entfernten Imeni, dem eingemeindeten Dorf der Nachbargemeinde Catalina.

## Geschichte
Der mehrheitlich von Szeklern bewohnte Ort Ghelința wurde nach unterschiedlichen Angaben erstmals 1539 oder 1567 urkundlich erwähnt.
Ein archäologischer Fund im eingemeindeten Dorf Harale (ungarisch Haraly) wurde der Frühbronzezeit zugeordnet und befinden sich in einem Museum der Kreishauptstadt Sfântu Gheorghe.
Zur Zeit des Königreichs Ungarn gehörte Ghelința dem Stuhlbezirk Orbai in der Gespanschaft Háromszék (rumänisch Comitatul Trei-Scaune). Anschließend gehörte Ghelința dem historischen Kreis Trei-Scaune (deutsch Drei Stühle) und ab 1950 dem heutigen Kreis Covasna an.
Seit 1960 wird auf dem Areal von Ghelința Erdöl gefördert.

## Bevölkerung
Die Bevölkerung der Gemeinde Ghelința entwickelte sich wie folgt:
| 1850 | 2.846 | 53  | 2.661 | -  | 132            |
| 1920 | 3.781 | 148 | 3.558 | 12 | 63             |
| 1941 | 4.152 | 4   | 3.927 | 1  | 220            |
| 1992 | 4.654 | 60  | 4.592 | 2  | -              |
| 2002 | 4.774 | 64  | 4.702 | -  | 8              |
| 2011 | 4.815 | 59  | 4.551 | -  | 205            |
| 2021 | 4.917 | 39  | 4.525 | 3  | 350 (183 Roma) |

Seit 1850 wurde auf dem Gebiet der Gemeinde Ghelința die höchste Einwohnerzahl und die der Magyaren 2002 ermittelt. Die höchste Anzahl der Rumänen (168) wurde 1930, die der Roma (260) 1956 und die der Rumäniendeutschen (44) 1910 registriert. Anfang des 20. Jahrhunderts wurden auch Slowaken (38) auf dem Gemeindegebiet registriert.

## Sehenswürdigkeiten
- Im Gemeindezentrum die römisch-katholische Kirche Sf. Emeric[7] im 13. Jahrhundert errichtet, im 18. umgebaut und laut dem Verzeichnis historischer Denkmäler des Ministeriums für Kultur und nationales Erbe (Ministerul Culturii și Patrimoniului Național) steht sie unter Denkmalschutz.[8][9] Die Kirche ist die älteste Kirche im Komitat Háromszék. Der Altarraum wurde im 16. Jahrhundert im gotischen Stil umgebaut; die Fresken der Nordwand des Schiffes stammen aus dem 14. Jahrhundert. Das eingestürzte Deckengewölbe wurde 1628 mit einer Kassettendecke mit 103 Felder je 85 × 77 cm ersetzt. In einigen der Felder sind die Namen der Spender oder unterschiedliche Wappen wie zum Beispiel das von Brașov (Kronstadt) und andere zahlreiche Darstellungen wie die mit dem Hl. Georg im Kampf mit dem Drachen zu sehen. Die Empore welche 1766 errichtet wurde, wurde im Zuge der Umbauten von 1972 abgebaut, um die Wandgemälde mit den Szenen aus dem Leben des Ladislaus I. besser sichtbar zu machen.[10] Die beiden Glocken der Kirche stammen aus den Jahren 1617 und 1763.[4]
- Im Gemeindezentrum das Landhaus der ungarischen Adelsfamilie Jancsó 1727 errichtet, 1848 bis 1850 erneuert, steht unter Denkmalschutz.[8]
- Im Ghelința ist seit 1916 ein deutscher Soldatenfriedhof.[4]

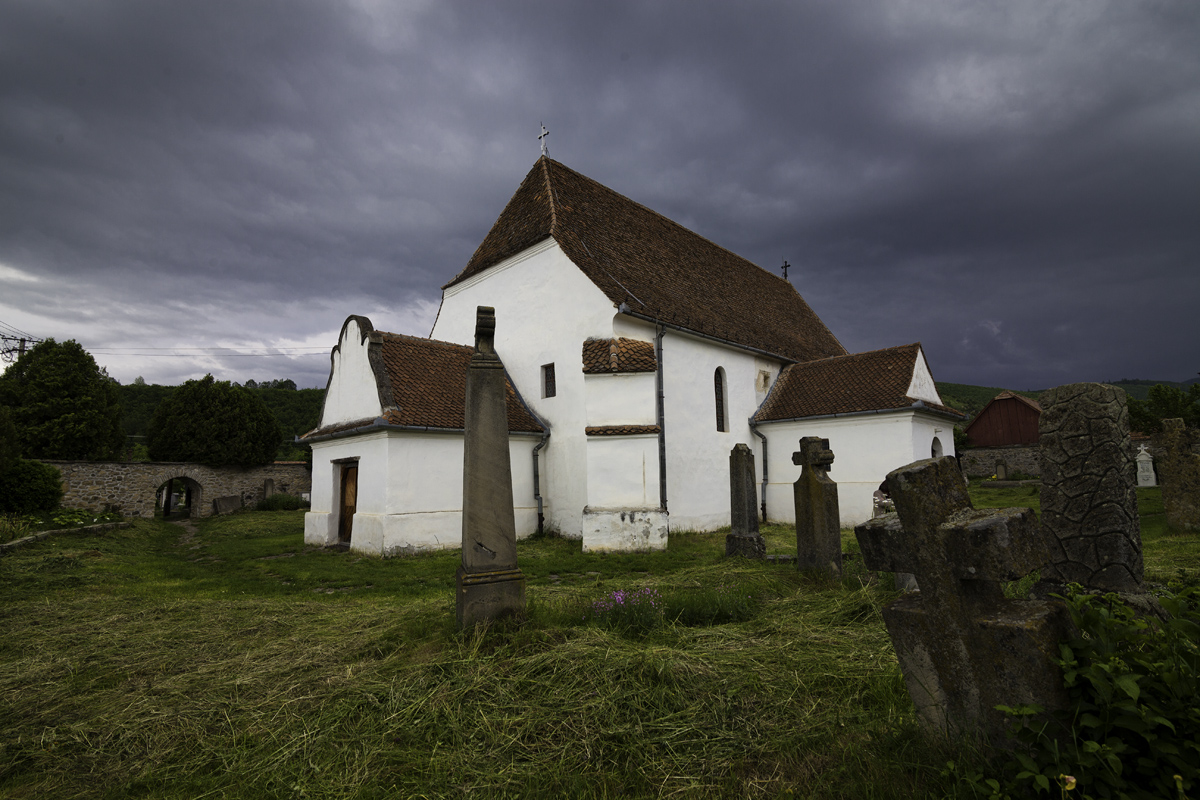
Römisch-katholische Kirche in Ghelința
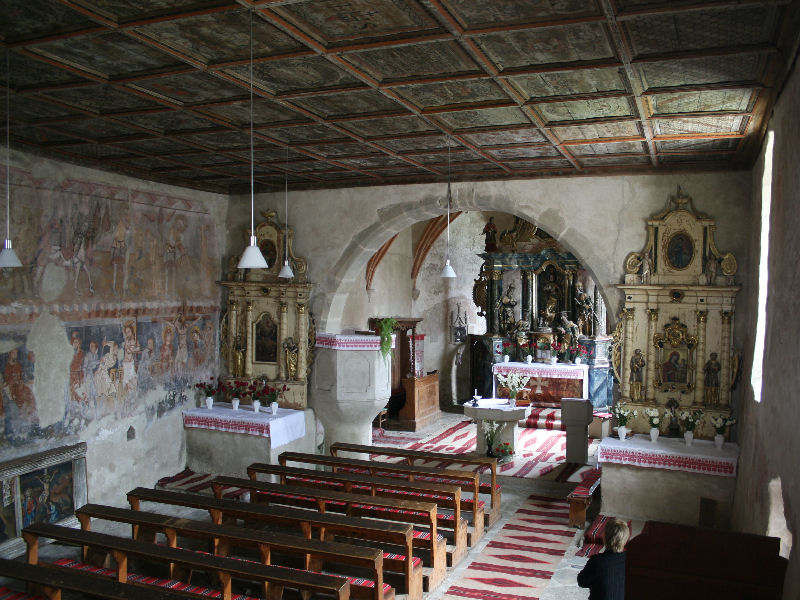
Innenansicht der Kirche
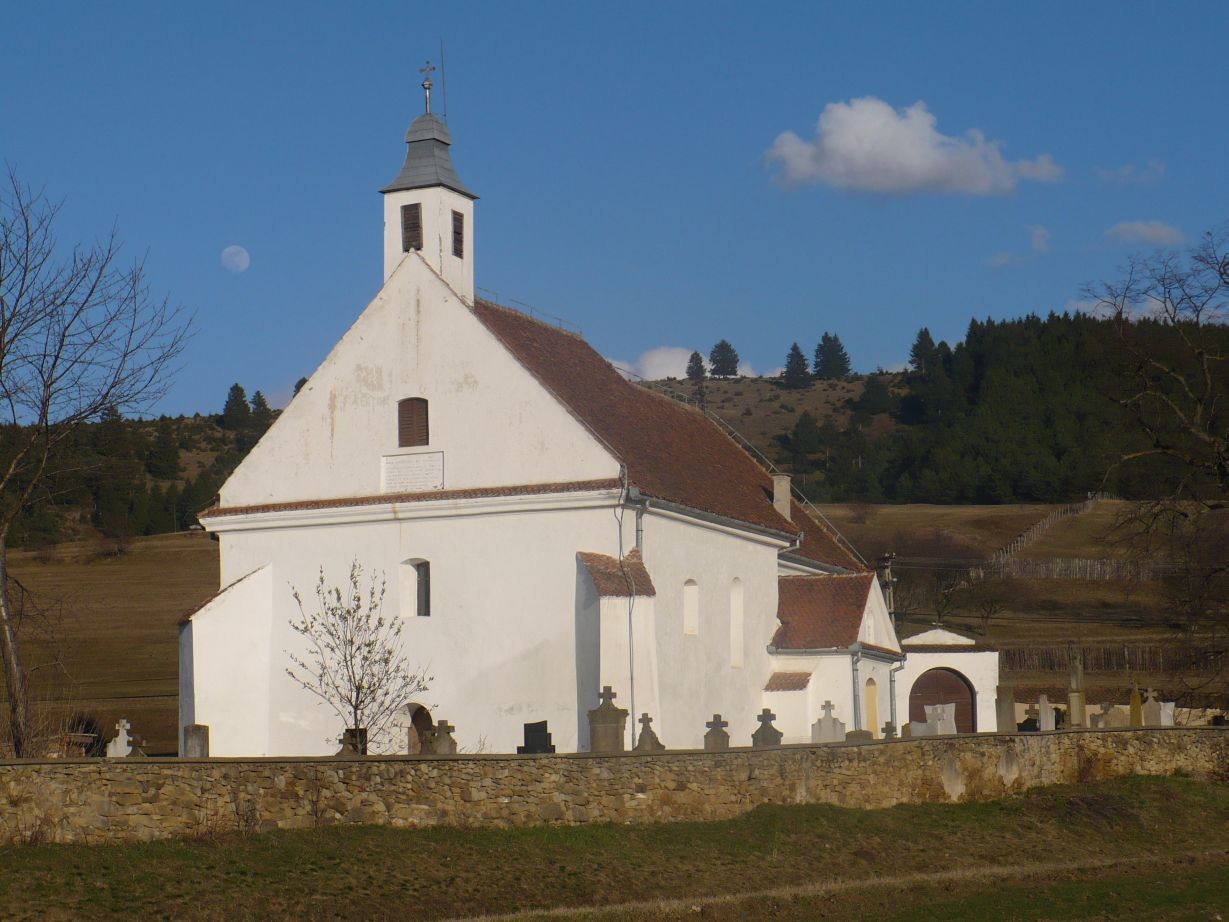
Römisch-katholische Kirche in Harale

## Söhne und Töchter
- Benedek Jancsó (1854–1930), war Historiker und Mitglied an der Ungarischen Akademie der Wissenschaften.[11]
- László Kerekes (* 1968), römisch-katholischer Geistlicher, Weihbischof in Alba Iulia

## Städtepartnerschaften
Ghelința führt Städtepartnerschaften mit den ungarischen Ortschaften Dunaszentgyörgy, Nagybánhegyes, Balatongyörök, Encs und Várvölgy.